# Shaku
|  | Aquest article tracta sobre unitat de mesura japonesa (尺). Si cerqueu un bastó ritual (笏), vegeu «shaku (bastó ritual)». |

El shaku (尺) és una unitat de longitud utilitzada a l'antic Japó imperial i que, actualment, continua tenint presencia en algunes feines i professions del país nipó.

## Definició
Un shaku és la sisena part d'un ken i equival a 10/33 m. o 30,3 cm de longitud. Un shaku es divideix en deu sun (寸). El shaku és utilitzat encara avui en algunes professions al Japó, com per exemple en la Fusteria tradicional japonesa.
Tot i així, no era l'única unitat de mesura anomenada de la mateixa manera. Una altra unitat de longitud, també anomenada shaku, va ser usada únicament per mesurar teixits. Aquest shaku mesurava aproximadament 37,9 cm. Quan era necessari distingir entre els dos shaku, la unitat usada per als teixits era denominada com kujirajaku, shaku de balena, ja que les regles per mesurar la roba estaven fetes amb bigotis de balena, i l'altre era denominat com kanejaku, shaku de metall pel material amb el que estava fet.
Malgrat que la llei japonesa va establir que l'ús oficial d'aquestes unitats s'abandonés a partir del 31 de març de 1966, el shaku és encara utilitzat en algunes professions al Japó, com en la fusteria tradicional japonesa. Per poder entendre una mica més sobre la longitud d'aquesta mesura tenim el ken i el jō; el ken i el jō són més grans que el shaku: 6 shaku formen un ken; 10 shaku formen un jō. El ken és habitualment la distància entre pilars en els edificis tradicionals com els temples budistes i els santuaris shinto.

## Curiositats
- El Shōso-in a Nara té entre els seus tresors una antiga regla d'ivori d'un shaku de longitud.
- El shakuhachi és un instrument musical japonès que mesura 1 shaku i vuit sun de longitud.